# Заможненська школа
Заможненський ДНЗ «Сонечко» — дошкільний навчальний заклад с. Заможного Житомирського району, Житомирської області.

## Історія
Заможненська школа свій початок бере від однокласного сільського училища Міністерства народної просвіти с. Шиєцької Буди, яке було відкрито поміщиком 1 вересня 1913 р. До того часу в Шиєцькій Буді діяла 1-класна церковна школа, яка була відкрита у 1898 р. У 1914 р. однокласне училище було реорганізовано у двокласне. Першими вчителями в селі були Феофан Антонович Кухто, Ганна Миколаївна Цветкова, Олександр Стефанович Омельчук. Закон Божий читав священник Лук’ян Яницький. 
Шиєцькобудянська школа не припиняла свого існування і в роки революційно-військового лихоліття 1917—1920 рр. Щобільше, в ті часи в селі деякий час діяло навіть три школи. З відродженням українського та польського національних рухів в Шиєцькій Буді у 1918 р. в приміщення училища (російська школа, завідувала Констанція Бутвилло) була відкрита і польська школа. Водночас в окремій хаті, в центрі села було відкрито й українську школу. З 1920 р. в селі діяло дві школи: українська та польська. Вчителювали в цих школах Мелетій Голубєв, Павло Гурський, Антоніна Данилевська, Фелікса Моравська. У 1920 році в школі навчалося 40 дітей і вона мала близько 2 га землі.
У 1935 р., після ліквідації польського національного району ім.Мархлевського, до складу якого входила і Шиєцька Буда, польську школу було ліквідовано. Директором української школи став Симон Е. Г.
Шиєцькобудянська школа діяла і в роки німецької окупації 1941—1943 років. Це була початкова школа, в якій працювало двоє вчителів. Завідувачкою школи була Елеонора Єфимівна Василевська.
У 1949 році школу було реорганізовано в семирічну, першим директором її був Забродський М. І. У 1967 році, після об’єднання сіла Буда та Заможне, школа стала Заможненською, цього ж року її було реорганізовано у восьмирічну. У кінці 1980-х років було проведено реконструкцію приміщення школи. Директорами Заможненської школи були: Симон С. Е., Луб’ягін В. Т., Живагін І. Ф. (відомий житомирський поет, автор збірок романтичних віршів), Трубчанінов Г. І., Весельський В. В.
В школі навчалися не лише заможнянці, а й діти з ближніх сіл. На початку 2000-х років в школі навчалося 53 учні та працювало 9 вчителів.
У червні 2015 року 34 сесія 6 скликання Житомирської районної ради ухвалило рішення про припинення діяльності Заможненської ЗОШ з 21 серпня 2015 року [Архівовано 13 листопада 2018 у Wayback Machine.].
У 2016 році на базі колишньої школи було відкрито дошкільний навчальний заклад «Сонечко» Заможненської сільської ради.

## Відомі випускники школи
Серед випускників Заможненської школи є відомі та знані люди не лише на Житомирщині, а й в Україні та світі: 
- Грабар І. Г. — доктор технічних наук, професор, відмінник освіти України, академік Академії наук вищої освіти України, академік Академії технологічних наук України, член Національного комітету України з теоретичної та прикладної механіки;
- Маковський Л. А. — вчитель місцевої школи, декан факультету підготовки вчителів початкових класів Житомирського педінституту, завідувач райво;
- Куницький В. Г. — генеральний директор ВАТ «Романівський склозавод», працював на керівних комсомольських і партійних посадах, заступник голови Житомирської обласної адміністрації;
- Весельський А. В. — директор Житомирського звірогосподарства;
- Куницький С. Г. — підполковник;
- Горай В. Ф. — майор, авіаційний технік.
- Пилипчук О. П. — полковник.

## Заможненська школа на сайтах
ІСУО Житомирської області  [Архівовано 20 грудня 2013 у Wayback Machine.]
Житомирської районної ДА  [Архівовано 26 грудня 2013 у Wayback Machine.]